# プリズムコート
『プリズムコート』は、1998年に富士通パソコンシステムズから発売されたPlayStation用シミュレーションゲーム。高校の女子バレーボールチームの監督として、弱小チームを率いて全国大会で優勝するのが目的。

## 概要
プレイヤーは朝霧高校に勤務する高校教師で、怪我により引退した元・バレーボールの名選手だった主人公となり、同校女子バレー部の監督として1年生の夏から3年生の夏までの2年間でチームを鍛え上げて全国優勝を目指す。だが、引き受けたバレー部は部員の半分がバレーボールの未経験、その上部員同士にも軋轢がありチームワークはガタガタという有様。プレイヤーは監督として彼女たちに練習や必殺技の特訓などをさせて能力を上げたり、チームワークを改善していくこととなる。
年2回行われる都大会と全国大会にはライバルとなる強豪チームが立ちはだかり、試合中には強力な（そして荒唐無稽な）必殺技を繰り出してくる。ライバルチームを破るため、監督として的確なアドバイスが必要とされる。
ゲーム中、特定の条件を満たすと、特定のヒロインのために用意された専用シナリオルートへ突入し、最後までルートを外れなければキャラクター別のエンディングを見ることができる。
一度エンディングを見るとギャラリーモードが使えるようになり、既に表示されたグラフィックが「思い出のアルバム」として閲覧できる。このときに、ヒロインたちの思い出話がフルボイス付きで語られる。

## ゲームシステム
本作は、部員たちのパラメーター情報を元に練習内容を決めるスケジュール設定パートと、各種イベント発生条件を満たすことで開始される会話主体のアドベンチャーパートと、キャラクターたちがパラメーターに応じた動きで勝敗を競うバレーゲームを行う試合パートの3つを繰り返して進行する。2年目のインターハイを終えるとエンディングとなる。
プレイヤーは主にスケジュール設定パートで部員たちのポジションやフォーメーションの決定、身体能力やチームワークなどを向上させ、各種会話イベントにて主人公と部員、または部員同士の好感度を制御し、試合によってチーム育成の結果を出すことが役割となる。最終目標は2年目のインターハイで優勝することとなっているが結果は固定はされていないため、最初の1年目で優勝し、続く2年目でV2を狙うということも可能となっている。辿ったシナリオルートやいくつかの条件によって全体のエンディングが変化するマルチエンディングが採用されている。当時の同ジャンルでよく見られたキャラクター毎のパラメーターによって変化する個別のマルチエンディングは採用されておらず、キャラクター毎のシナリオルートを維持することによって迎えたエンディングを個別のエンディング扱いとしているため、全員分のエンディングを見るにはその都度最初から、あるいは分岐前となる序盤のセーブデータ等からプレイし直す必要がある。
試合シーンは、バレーコートを横から見たものがオートで進み、プレイヤーが直接手を出すことはできない。アタック、レシーブ、トス、ブロックなど日頃の育成結果がダイレクトに現れる。サインを出したりタイムアウトを取ったりなど選手たちを間接的にサポートすることは可能となっている。
バレーの基本ルールは旧来のサイドアウト制を採用しており、試合は1セットマッチとなっている。オプション設定を変更することで展開がスピーディなラリーポイント制に切り替えることができる。ただし、ゲーム製作当時がサイドアウト制からラリーポイント制へと移り変わる変遷の真っ只中であったため、ラリーポイント制に設定してもゲームは現在主流の25点マッチではなく、サイドアウト制で見られた15点マッチで計算される。陣地は常に朝霧高校がコート右側、対戦校がコート左側に表示される。
試合は基本的にリアルタイムでAIが動きを決めるセミオートで進行する。プレイヤーは試合中に各選手に大まかな方針を指示することと、2回のタイムを取ることが可能になっており、タイム中に表示される選択肢によって選手の体力や気力の回復、士気の向上やライバルキャラへの対処といったものが行え、これらが試合の内容に大きく影響する。

## 登場人物
私立朝霧高校
主人公の勤める女子高。同僚の中西がコーチしていたが、バレー部は弱小にして最下位を争うことで有名だった。強豪犇く大会に勝ち抜けるかどうかはプレイヤーの采配に懸かっている。ユニフォームは赤をアクセントにした白いシャツと白ラインが入った赤いブルマー。朝霧高校の学生服は赤いブレザーに小さな紺色のネクタイをつけるもので、下は大部分がブレザーで隠れてはいるが、紺色のスカートで短めでありルーズソックスを履いたデザインとなっている。
京極ナツキ
声 - 長沢美樹
誕生日：4月13日 / 牡牛座 / O型 / 身長：167cm / B89・W60・H90
抜群のパワーとジャンプ力を持つ天性のアタッカーだが、その才能を凌駕してノーコンである。バレーに青春をかける熱血スポーツ娘を地で行くタイプ。中学時代から全日本に憧れてバレーの道へ進んだ。性格は大雑把で楽天的であるため人間関係では特に困ってはいないが、生真面目な性格の香純はやや苦手。
辻真琴
声 - 冬馬由美
誕生日：8月27日 / 乙女座 / A型 / 身長：175cm / B80・W58・H80
チーム一の長身で、一見すると一番バレー選手っぽい風格を漂わせるが実は全くの素人。なりゆきで入部したため今ひとつやる気がない。性格はさっぱりしていてボーイッシュだが純な一面を持つ。変わり者の多いチームの中では割りと常識人で早苗と仲が良い。
高村香純
声 - 水沢潤
誕生日：5月25日 / 双子座 / A型 / 身長：162cm / B87・W59・H85
バレー初心者だが冷静な判断力でレシーブに活躍し、守りの要でもある。自分の意見を曲げない頑固な性格が災いしてかチームワークはイマイチ。特に協調性に欠ける理央との仲は極端に悪い。お嬢様育ちでバイオリンの腕は一級品。
岡嶋あかり
声 - 荒木香恵
誕生日：3月3日 / 魚座/ OB型 / 身長：165cm / B73・W55・H75
小柄ながらも中学時代に高跳びをやっていたためか驚異的なジャンプ力を持つが、一番非力。記憶力と計算力は常人離れしており、テストでは100点を連発している。アニメや漫画が大好きで、自分も必殺技を身につけたいと思っている。ナツキとは幼馴染であり、入部したのもナツキに誘われたため。
笹沢早苗
声 - 丹下桜
誕生日：6月30日 / 蟹座 / AB型 / 身長：158cm / B78・W58・H81
チームの中ではナツキと同じ数少ないバレー経験者。彼女とは中学時代からの顔見知りでもある。セッター一筋であり、多彩なトスワークに定評がある。体は丈夫ではないが頑張り屋で誰とも仲が良いチームのまとめ役。料理はプロ顔負けの腕を持つ。
宗田理央
声 - 久川綾
誕生日：12月8日 / 射手座 / AB型 / 身長：164cm / B84・W59・H83
極端に無口で他人に心を開かない問題児。しかしその実力はチームでNo.1で攻守ともに優れたオールラウンドプレイヤー。経験豊富に見えるが本人の口からは語ろうとしない。孤立主義が災いしてか、せっかくの実力を発揮できずにいる。香純との仲は険悪で、事ある毎に主人公を悩ませる。
中西智里
声 - 芳野美樹
朝霧高校に勤める女性教師。自身も高校時代にバレーを経験しておりバレー部のコーチを務めていたが、自分一人だけによる指導の限界を悟り、主人公をバレー部の監督兼コーチに誘う。ストーリーに深くは関わらないが、プレイヤーの良きアドバイザーとなる欠かせない存在。
黒崎縁
声 - 小林優子
朝霧高校勤務の保健医でバレー部顧問。酒好きであり、性格は豪快にして大雑把。

十角館高校
全国大会へも出場を果たしている都大会常連校。ユニフォームは緑のシャツにサイドライン入りの深緑色のスパッツ。
西村京子（KYOUKO NISIMURA）
声 - 山崎和佳奈
同高校バレー部のエースで、中学時代から都大会の有名人。パワーよりもテクニックで勝負するタイプで得意技は変化球サーブ。中学時代からノーコンで有名だったナツキとは当時からの知り合い。

横浜・セント＝レミー学園
横浜のカソリック系女学院で全国大会常連校。ユニフォームはエメラルドグリーンのシャツに白線入りの深緑のブルマー。
司有紀（YUKI TUKASA）
声 - 皆口裕子
同学園バレー部のエースにして四天王の一人。一見明るいがどこか影のある美少女。

大阪・通天閣商業高校
関西にある全国大会常連校。ユニフォームはオレンジと黄色のシャツにオレンジ色のブルマー。
斉藤栄江（SAKAE SAITOU）
声 - 永島由子
185cmと大会選手中ナンバー1の身長を誇る大阪代表。心は広くて優しいが、勝負には厳しい。四天王の一人。

今津留高校
九州の共学校で全国大会常連校。ユニフォームは水色のシャツに白線入りの青いブルマー。
歌野晶（AKIRA UTANO）
声 - 手塚ちはる
ボーイッシュな外見のパワー選手。パワーは大会選手中No.1と評される四天王の一人。

神戸・竜ケ崎女学院
神戸のお嬢様校で全国大会準優勝校。ユニフォームは黒地に黄色いラインが入ったシャツとブルマー。
二階堂麗奈（RENA NIKAIDOU）
声 - 天野由梨
エースにしてプライドが高く、口の悪い高飛車なお嬢様。その高圧的な態度は実力に裏付けられたものであり、自他共に認める四天王最強の少女。

北海道・富士見ヶ丘高校
北海道代表の全国大会優勝校。ユニフォームは赤と白のシャツに太い白線が入った青いスパッツ。
鮎川こずえ
声 - 篠原恵美
「女子校バレー界の女王」と呼ばれる天才少女。一年の夏にインターハイを制してからは全国の目標にされる。ひょうひょうとした性格が持ち味。

## ストーリー
大学バレーの名選手だった主人公は、試合中に怪我を負ってしまいバレーを続けることができなくなってしまう。その後、主人公は朝霧高校の教師となり平凡な生活を過ごしていた。ある日、同僚の中西先生に強引に頼まれ、バレー部のコーチを引き受けることになる。
基本的に、最後の夏の全国大会で優勝すればグッドエンド、優勝できないとバッドエンドになる。また、2年生の春高バレー大会で優勝をすると、最も優先度の高いV2達成を目指すシナリオになってしまい、ヒロイン個別のシナリオは強制的に終了となってしまう。

### ナツキルート
全国大会で活躍したナツキの前に全日本チームの金田コーチが現れ、今すぐ全日本代表チームの練習に加わって欲しいとスカウトする。全日本への参加はナツキの夢だったが、人数が足りなくなれば朝霧高校バレーボール部は試合ができなくなってしまう。仲間を思ってナツキは金田の申し出を断るが、金田は甘いと一喝して口論となる。全国大会で優勝することを条件に提示され、ナツキは負けられない試合に挑むことになるが、全国大会には北海道の天才少女・鮎川こずえがライバルとして立ちふさがる。

### 真琴ルート
夏合宿で怪我をしたときに助けられて以来、監督にすっかり惚れ込んでしまうが、恥じらう乙女の真琴はなかなか告白できないでいた。意を決して告白しようとする度に運悪く邪魔が入ってしまう。そこで、全国大会で優勝したら告白しようと一大決心する。だが、全国大会では女子にモテる苦労を知る友人にしてライバルとなった怪力少女・歌野晶を打ち破らなければならない。

### 香純ルート
一流のバイオリニストを目指す香純は、情操を豊かにするために初めて部活動というものに参加した。他の部員に隠れてバイオリンの練習もしていたが、そのために日曜日は部活動に参加できなかった。人数割れしたバレー部は練習試合が組めず、香純に対する部員たちの不満が爆発する。どうにか和解させチームの一体感が出てきた朝霧バレー部であったが、今度は香純の父が訪れて香純を退部させると言い出す。

### あかりルート
ナツキに身長と腕力で劣るあかりは、憧れと嫉妬が混在する複雑な気持ちを抱えていた。どうしてもナツキを見返したいあかりは、監督に頼み込んで必殺技を習得して全国大会に臨む。必殺技があるからと思い上がるあかりに対し、兵庫代表の二階堂麗奈は、あかりの技をやすやすと破った挙句、おチビちゃんに全国大会の舞台を踏む資格なしと罵倒する。すっかり落ち込んだあかりだったが、ナツキとの関係を修復し、二人で協力する必殺技 ジェット・スクランダー を考案する。新必殺技を引っさげ、あかりは再び麗奈に立ち向かう。

### 早苗ルート
バレーボールの経験も才能もあるが、心臓に病を抱えていて激しい運動ができない早苗。手術をすれば治る代わりにバレーボールは出来なくなってしまう。仲間のためと手術を先延ばしにして全国大会まで勝ち進んだ早苗だったが、例年以上の猛暑に加え激闘続きという最悪のコンディションの中、早苗の体調は遂に限界の一歩手前にまで達してしまう。早苗の危機を悟ったライバルの斉藤栄江は、一刻も早く朝霧高校を敗退させるため、心を鬼にして朝霧の弱点となった早苗に全力で打ち込んでくる。

### 理央ルート
バレーボール経験者に見えるも、己の過去については口を噤み、チームとの協調性を欠く言動を取り続ける理央。頻繁に練習を無断欠席するために他の部員（特に香純）との関係も悪化。そんな中、かつての理央を知る司有紀が主人公の元に訪れ、理央の悲しい過去を打ち明ける。かつて所属していた強豪チームでエースだった理央は、彼女の技量と才能を妬んだチームメンバーたちに嫌がらせを受けて孤立、自主退部に追い込まれていた。以来、チームというものを信じられず一人で戦う理央の実情を知った主人公は一計を案じ、チームの良き女房役である早苗に声をかけるのだった。

## 主なスタッフ
- エグゼクティブプロデューサー - 市原敬雄、菅原泉、上田順
- プロデューサー - 河又敏哉
- ディレクター - 成沢正之
- 企画・脚本 - 神無月
- キャラクターデザイン - 中嶋敦子
- 作画監督 - 岡達也
- 製作・販売 - 株式会社富士通パソコンシステムズ

## ノベライズ
- 『プリズムコート：きらめきの乙女たち』山田健一・著、山本まるみ・挿画（Zノベルズシリーズ、株式会社ゼスト、1998年3月30日）ISBN 4-88377-008-7